# Son sur film

Piste optique sur film 35 mm.

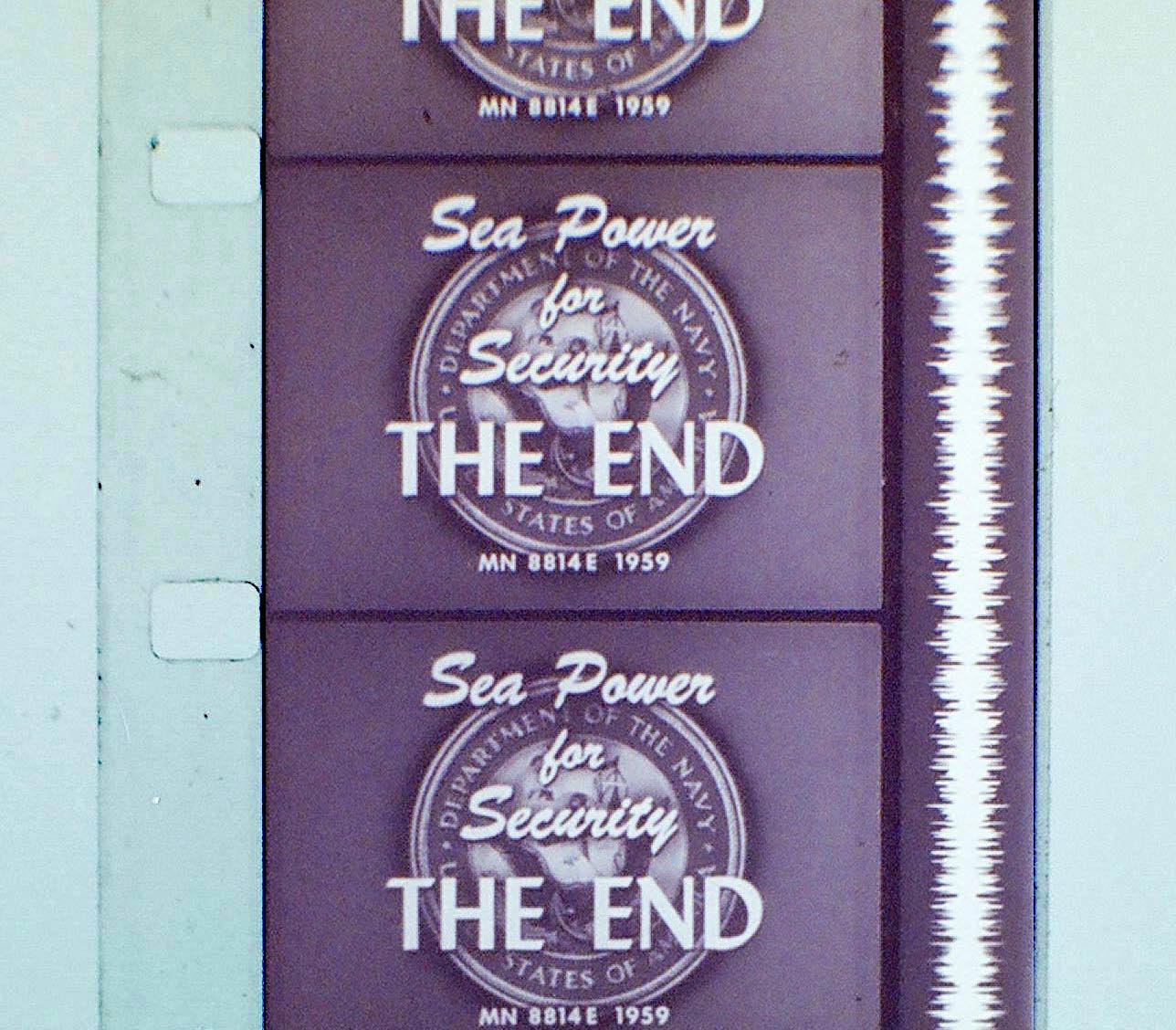
Piste optique sur film 16 mm.

Les procédés son sur film sont des procédés au cinéma où les sons et les images figurent sur la même « pellicule », qui porte le long des photogrammes une ou plusieurs pistes sonores optiques (procédé photographique) ou une ou plusieurs pistes sonores magnétiques (ruban magnétique  collé sur le film). Ils s'opposent aux divers procédés du son sur disque, quand les films sonores étaient composés de deux éléments distincts : d’un côté, le film lui-même en tant que support des seuls photogrammes (images photographiques), de l’autre, un support phonographique où étaient enregistrés différents éléments audio tels que de la musique, des bruits, des paroles, ces procédés étant basés sur le démarrage simultané des deux machines de lecture : l’appareil de projection et le phonographe à cylindres ou à disques, ou le gramophone.
Si le procédé le plus au point de son sur disque, le Vitaphone, assure en 1926 l’apparition des premiers films sonores devant un public enthousiaste (avec notamment Le Chanteur de jazz en 1927), le grand public mondial et l’industrie du cinéma n’adoptent définitivement le principe du couple images et sons, qu’avec l’avancée fondamentale que représente le son sur film. 
C’est la Fox Film Corporation qui reprend en 1927 le principe d’enregistrement photographique du son sur pellicule qu’avait imaginé antérieurement — sans toutefois réussir à le rendre fiable et à le commercialiser — l’inventeur fécond Lee De Forest. La Fox dépose ce procédé sous l’appellation Movietone. 

## Son optique analogique
« Le son Movietone est dit à densité variable, l’enregistreur comporte un aimant à deux branches entre lesquelles un fil tendu est parcouru par le courant électrique modulé provenant d’un micro. Le fil s’écarte en fonction de l’intensité du courant et masque plus ou moins une forte lumière qui traverse les deux branches. Les variations de cette lumière, recueillies par un objectif, impressionnent sur le côté une pellicule de cinéma 35mm. Celle-ci, après développement, est copiée sur le film entre les images et l’une des rangées de perforations. Par la suite, cette piste photographique est reproduite sur des copies d’exploitation en même temps que le sont les  images. » L’inconvénient de ce procédé est que le son s’altère avec l’usure de la copie et va jusqu’à devenir inaudible, recouvert par le bruit de fond. 

Piste Movietone à densité variable (à gauche). Piste Photophone à densité fixe (à droite).

Aussi, en 1928, Radio Corporation of America (RCA) lance-t-elle le son Photophone qui est dit à densité fixe.
« L’enregistreur est équipé d’un galvanomètre à miroir qui oscille en fonction des variations de l’intensité du courant sorti du micro. Le miroir est éclairé par une forte lumière qui est plus ou moins renvoyée en direction d’un objectif qui enregistre sur film 35 mm l’amplitude de l’éclairage reçu (scintillement). Le tirage des copies suit le même processus que le Movietone mais ce procédé a l’avantage sur ce dernier de ne pas s’altérer » avec l’usure des copies d’exploitation.
En projection, les pistes optiques sont éclairées par un mince et puissant filet de lumière issu d’une lampe dite excitatrice, dont les fluctuations lumineuses engendrées par le passage à travers ces pistes sont reçues par une cellule photo-électrique convertissant ces fluctuations lumineuses en variations de courant électrique que l’on amplifie à la sortie, grâce à un amplificateur à lampes qui alimente en fin de parcours les haut-parleurs de la salle de cinéma.0
Dès 1932, les actualités (en anglais : News)  bénéficient d'une gamme de caméras qui peuvent enregistrer le son directement sur la pellicule grâce à un galvanomètre à miroir. Ce sont les caméras Auricon, au format 16 mm, qui peuvent être manipulées par une seule personne enregistrant ainsi les images et leur son direct. Ces caméras ont imposé l'abandon de la seconde rangée de perforations du 16 mm tel qu'il avait été créé par Kodak en 1924. En 1955, les caméras Auricon adoptent l'enregistrement magnétique du son. Ce type de caméras verra fleurir de nombreux modèles d'autres marques (Frezzi-Flex, CP-15), y compris en 35 mm.

## Son magnétique analogique

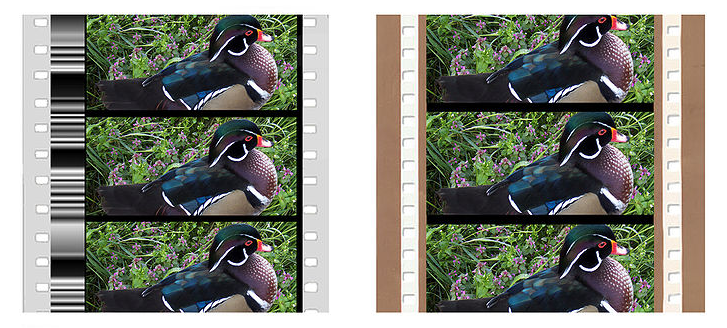
films 70 mm : à gauche, Grandeur (Fox) avec piste son optique à densité variable; à droite, Todd Ao à pistes son magnétiques.

Mais une nouveauté va changer pour un temps la donne du son sur film de qualité. La bande magnétique, répandue dans les années 1950, offre un rendu sonore bien supérieur à celui de la piste optique analogique. La technique est relativement simple : un mince ruban ferromagnétique est déposé tout le long du film après développement des images. C’est ce qui accompagne les films au format 70 mm,munis de 7 pistes sonores magnétiques. Une version spéciale (« Grandeur » de Fox) revient au son optique analogique à densité variable pour l’exploitation dans les pays où les appareils de projection ne possèdent pas de lecteurs magnétiques. Les films au format 35 mm peuvent être munis de pistes sonores magnétiques. Et c’est le perfectionnement le plus simple qui est apporté aux films de moyen format, tels que le 16 mm, et les films aux formats amateurs, tels que le 9,5 mm et le 8 mm.
La durée de longévité des pistes sonores magnétiques est cependant limitée à une trentaine d’années, en théorie du moins parce que l'immense majorité des films 8, super 8, 9,5 et 16mm à piste magnétique ont passé brillamment l'épreuve du temps et leur son n'est que très rarement altéré. L’arrivée des encodages numériques a mis un point final à ce type de sonorisation. La plus longue utilisation de son enregistré sur pellicule ferromagnétique a été le format IMAX argentique 100 mm, procédé dont le son était indépendant de la bande images. 

## Son optique sur film couleur
Un problème survient avec les films en couleur : si la piste son est effectuée sur ce type de films et si elle est développée en même temps que les images, sa densité est faible, n’atteignant jamais une opposition franche entre la modulation sonore qui doit être bien blanche et son fond qui doit être au contraire le plus noir possible. Le son en couleur est trop faible, voire inexistant.
Une solution périlleuse a été trouvée : sur la pellicule image déjà développée des copies, un ruban de produit argentique photosensible est coulé à l’emplacement prévu pour la ou les pistes sonores. Il est alors impressionné d’après un négatif noir et blanc de la bande-son. Ce ruban est à son tour développé selon le processus noir et blanc. Chaque copie couleur est donc traitée trois autres fois après le développement des images. Cette complexité de traitement a un inconvénient pratique et économique : s’il arrive un incident soit au moment de la pose du ruban d’argent, soit au moment de l’impression de la piste, soit au moment de son développement, la copie image est définitivement perdue. 
En 1998, les plus grands industriels de la pellicule classique 35 mm et 70 mm, Kodak, Fuji, Agfa, Technicolor, Dolby et Deluxe, décident unanimement d’abandonner ce traitement multiple pour des raisons environnementales, les produits utilisés étant particulièrement nocifs dans leurs rejets. Désormais, la piste sonore est en couleur car les chercheurs ont profité d’une avancée technologique : l’invention de la diode électroluminescente, la LED. Une LED à rayonnement rouge est capable, contrairement à la lampe excitatrice à incandescence habituellement utilisée dans les appareils de projection, de lire parfaitement et sans perte de données une piste sur fond coloré (cyan).

## Son numérique
Mais d’autres avancées technologiques sont expérimentées et vont d’ailleurs balayer l’utilisation de la LED, avant d’être elles-mêmes dépassées par l’arrivée des disques durs numériques, aussi bien pour la prise de vues que pour la projection.

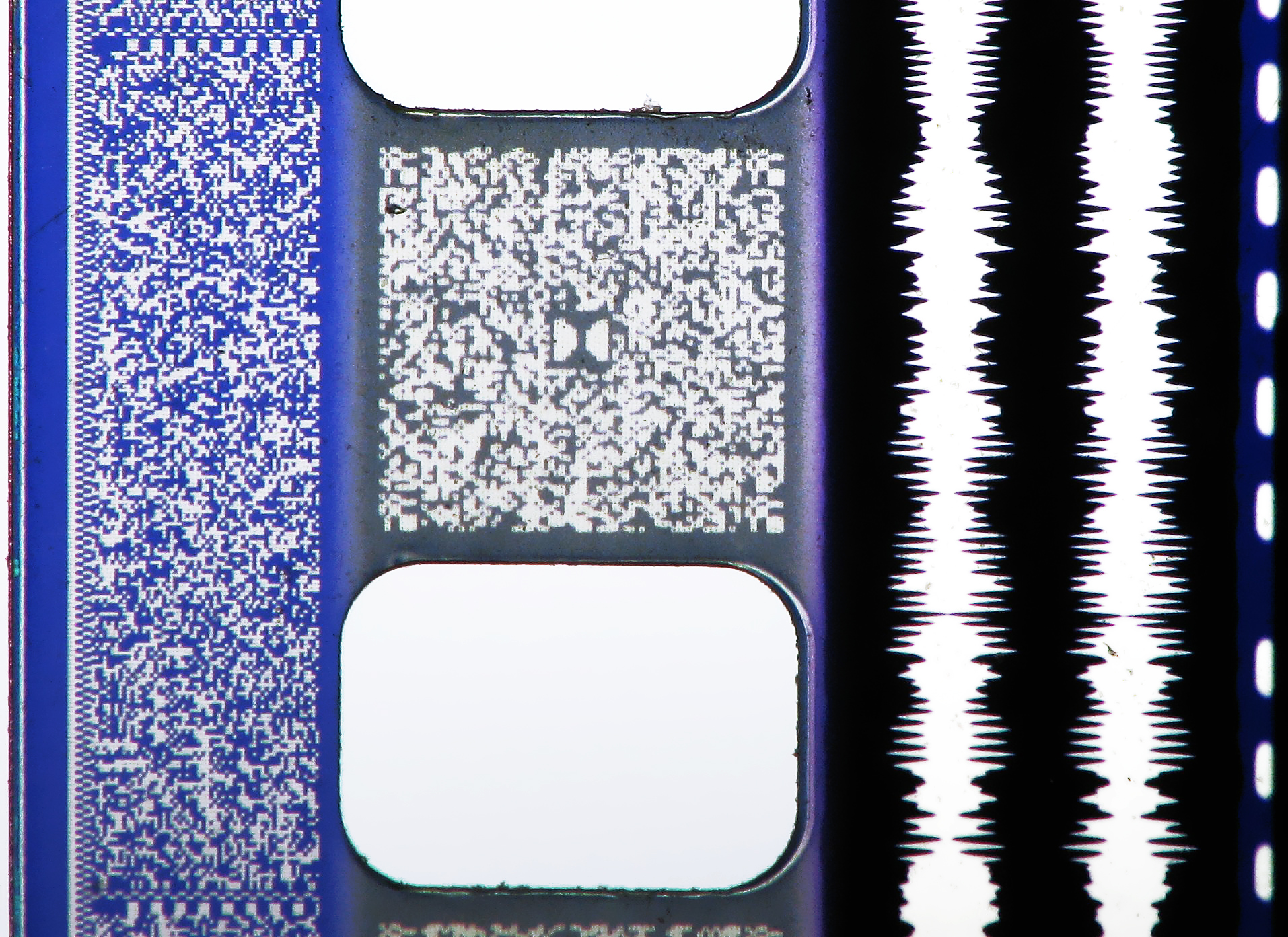
SDDS, Dolby Digital, 2 pistes optiques analogiques. À l'extrême droite, le time code linéaire (tirets blancs) pilotant le cédérom installé dans un lecteur séparé de l’appareil de projection.

D’abord, en 1991, un retour inattendu du son sur disque sous la forme du cédérom, lancé commercialement par Steven Spielberg, utilise un timecode lu sur la bande images, qui renvoie à un lecteur cédérom chargé d’un disque qui accompagne chaque copie image. C’est le procédé DTS (Digital Theater System, appelé aussi Dedicated To Sound). Illustration de droite.
En 1993, le SDDS (Sony Dynamic Digital Sound), lancé par Sony, imprime sur chaque bord de pellicule une bande optique couleur digitale, traduite en sons par un processeur numérique. 
En 1994, la  société Dolby a l’idée d’abandonner la lecture d’une piste continue et d’utiliser l’espace entre chaque perforation pour y implanter des blocs de données optiques qu’un lecteur spécial, travaillant à 320 kilobit par seconde, décrypte un par un pour diffuser la bande son dans la chaîne amplificatrice.